# فابیو لوسیونی
فابیو لوسیونی (انگلیسی: Fabio Lucioni؛ زادهٔ ۲۵ سپتامبر ۱۹۸۷) بازیکن فوتبال اهل ایتالیا است.
از باشگاه‌هایی که در آن بازی کرده است می‌توان به باشگاه فوتبال رجینا، باشگاه فوتبال اسپتزیا، باشگاه فوتبال لچه، باشگاه فوتبال روبور سیه‌نا، باشگاه فوتبال بنونتو، و باشگاه فوتبال ترنانا اشاره کرد.